# John Bliss
John Bliss (* 8. Oktober 1930 in Peoria, Illinois; † 28. Februar 2008 in Glendale, Kalifornien) war ein US-amerikanischer Schauspieler, der durch die Rolle des Rektor Pal in der Serie Neds ultimativer Schulwahnsinn bekannt wurde.

## Leben
Bliss wurde im Jahr 1930 in Peoria, Illinois, geboren. Als Kind folgte er seinen Eltern auf die Bühne. Er spielte die Rolle des Mr. Pickering aus der Fernsehserie Die Welt und Andy Richter. Er hatte auch einen Gastauftritt in der Serie Mini-Max. Bliss starb im Alter von 77 Jahren an einem Aortenaneurysma.

## Filmographie
- 1957: Ein Gesicht in der Menge
- 1962: Licht im Dunkel
- 1964: Vengeance
- 1965: Mini-Max (Episode: Bronzefinger)
- 1968: Invitation to Ruin
- 1969: Scavengers
- 1971: Chain Gang Women
- 1972: Das Ding mit den 2 Köpfen
- 1975: The Invitation
- 1976: Dynamite Trio
- 1981: The Tragedy of Othello, the Moor of Venice
- 1982: Dallas (Episode: Hit and Run)
- 1982: Vater Murphy (Episode: The Reluctant Runaway: Part 2)
- 1986: Revenge–Des Teufels blutige Krallen
- 1986: Mutilations
- 2001: Trade Day
- 2002–2003: Die Welt und Andy Richter (14 Episoden)
- 2003: Ein (un)möglicher Härtefall
- 2004: Imaginary Heroes
- 2004: Big Time
- 2005: Iowa
- 2005: Joey (Episode: Joey and the Bachelor Thanksgiving)
- 2005: Life on a Stick (2 Episoden)
- 2006: Art School Confidential
- 2006–2007: Neds ultimativer Schulwahnsinn als Rektor Pal (7 Episoden)